# Mihaela Rădulescu
Mihaela Rădulescu (bürgerlich: Mihaela Țiganu, später amtlich Mihaela Schwartzenberg; * 3. August 1969 in Piatra Neamț) ist eine rumänische Fernsehmoderatorin, TV-Produzentin, Unternehmerin, Autorin und Aktivistin. Sie zählt zu den bekanntesten Fernsehpersönlichkeiten und gesellschaftlichen Akteuren Rumäniens der letzten Jahrzehnte.

## Herkunft und Karriere
Mihaela Rădulescu war nach der rumänischen Revolution 1989 unter anderem als Sekretärin von Dan Iosif tätig. Sie studierte an verschiedenen Fakultäten in Bukarest, darunter Sport, Philologie, Psychologie und Regie, schloss jedoch kein Studium ab. Ihre Fernsehkarriere begann 1994 mit der Sendung Nocturna pe 16 mm bei Tele 7abc. Große Bekanntheit erlangte sie mit der Moderation der sonntäglichen Familienshow Duminica în familie bei Antena 1, die sie über sieben Jahre lang prägte. 1998 war sie die erste rumänische Journalistin, die live von der Oscar-Verleihung berichtete. Rădulescu war Direktorin des internationalen Filmfestivals Dakino und Mitorganisatorin der Modelshow Look of the Year. Im April 2015 verlor sie nach einem homophoben Blogbeitrag ihre Kolumne in der Zeitschrift Elle. Ihre Aussagen wurden öffentlich stark kritisiert. Sie produzierte Dokumentarfilme u. a. aus dem Irak und aus Afghanistan und wirkte an Synchronisationen rumänischer Fassungen der Filme Turbo  und Bolt mit.

## Soziales Engagement
Sie gründete die Fundația Ayan, engagierte sich für United Way Worldwide, Hospice Casa Speranței und Save the Children sowie zahlreiche Hilfskampagnen, etwa für Flutopfer. Für ihr Engagement wurde sie mehrfach ausgezeichnet.

## Privates
Rădulescu war dreimal verheiratet, mit Bogdan Rădulescu, Ștefan Bănică Jr. und Elan Schwartzenberg. Aus der Ehe mit Schwartzenberg stammt ihr Sohn Ayan. Nach der Scheidung zog sie mit ihrem Sohn nach Monaco. Bekannt wurden ihre Beziehungen zum Moderator Dani Oțil und später zum Extremsportler Felix Baumgartner, mit dem sie bis zu seinem Tod liiert war.

## Publikationen
- 2007: Despre lucrurile simple
- 2009: Niște răspunsuri
- 2011: Întreabă-mă orice

## Auszeichnungen (Auswahl)
- Orden Für Verdienst (Rumänien)